# ايغون بورجر
إيغون بورجر (بالإنجليزية: Egon Börger)‏ (من مواليد 13 مايو 1946) وهو عالم كمبيوتر ألماني يعيش في إيطاليا.

## حياته وعمله
ولد بورجر في باد لير، وستفاليا، سكسونيا السفلى، ألمانيا. بين عامي 1965 و 1971 درس في جامعة السوربون في باريس (فرنسا)، جامعة الكاثوليكية في لوفان، المعهد العالي للفيلان دي لوفان وجامعة مونستر في (ألمانيا). منذ عام 1985، شغل منصب رئيس قسم علم الحاسوب في جامعة بيزا، إيطاليا. منذ سبتمبر 2010، كان عضوا منتخبا في أكاديميا يوروبا.
أصبح بورجر رائداً في تطبيق الطرق المنطقية في علوم الكمبيوتر. شارك في تأسيس سلسلة المؤتمرات الدولية CSL. كما أنه أحد مؤسسي الأسلوب الرسمي لمعدات State Abstract (ASM) لتصميم وتحليل دقيق للنظم القائمة على الكمبيوتر وأحد مؤسسي سلسلة ورش عمل ASM الدولية.
ساهم بورجر في الأسس النظرية لهذه الطريقة وبدأت تطبيقاتها الصناعية في مجموعة متنوعة من المجالات، ولا سيما لغات البرمجة، وبنية النظام والمتطلبات والبرامج (إعادة هندسة) وأنظمة التحكم و بروتوكول (اتصالات) وخدمة ويب. وإلى وقتنا هذا، يعتبر بورجر واحد من كبار العلماء في تكنولوجيا النمذجة والتحقق المستندة إلى ASM، والتي شكلها بشكل حاسم من خلال أنشطته. في عام 2007، حصل على جائزة «بحث هومبولت».

## وصلات خارجية
- Egon Börger home page
- Publications، etc.
- Curriculum Vitae
- Egon Börger at الببليوغرافيا الرقمية ومشروع المكتبة Bibliography Server
- قائمة النشرات من البحث الأكاديمي في مايكروسوفت [الإنجليزية]‏